# Jean Roth
Jean Roth (Le Havre, 3 maart 1924) is een Zwitsers voormalig baanwielrenner.

## Carrière
Roth was professioneel wielrenner van 1950 tot 1961. Hij was vooral succesvol als zesdaagsewielrenner. Hij heeft in totaal 16 zesdaagse overwinningen op zijn naam staan en neemt hiermee een gedeelde 36e plaats in op de lijst van meeste overwinningen. Van deze 16 overwinningen heeft hij er 9 samen met zijn landgenoot Arnold Bucher behaald.
Op de Olympische Spelen van 1948 eindigde hij vierde met Max Aeberli op het onderdeel 2000 meter tandem.
Hij is ook actief geweest als op de weg, maar vooral in eigen land.

## Overzicht Zesdaagse overwinningen
| Nr. | Jaar   | Zesdaagse van | Samen met                       |
| --- | ------ | ------------- | ------------------------------- |
| 1.  | 1950   | Münster       | Gustav Kilian                   |
| 2.  | 1952   | Kiel          | Armin von Büren                 |
| 3.  | 1952   | Münster       | Walter Bucher                   |
| 4.  | 1953   | Berlijn       | Walter Bucher                   |
| 5.  | 1953   | München       | Walter Bucher                   |
| 6.  | 1953   | Münster       | Walter Bucher                   |
| 7.  | 1954   | Frankfurt     | Walter Bucher                   |
| 8.  | 1955   | Zürich        | Walter Bucher                   |
| 9.  | 1956   | Antwerpen     | Stan Ockers en Reginald Arnold  |
| 10. | 1956-1 | Århus         | Walter Bucher                   |
| 11. | 1956   | Parijs        | Oskar Plattner en Walter Bucher |
| 12. | 1956   | Berlijn       | Walter Bucher                   |
| 13. | 1957   | Münster       | Armin von Büren                 |
| 14. | 1957   | Kopenhagen    | Fritz Pfenninger                |
| 15. | 1956   | Zürich        | Fritz Pfenninger                |
| 16. | 1958   | Münster       | Fritz Pfenninger                |